# أرسنال موسم 2007–08
كان موسم 2007–08 هو الموسم السادس عشر لنادي أرسنال لكرة القدم في الدوري الإنجليزي الممتاز والموسم الثاني والثمانين على التوالي في الدرجة الأولى من كرة القدم الإنجليزية.   أنهى النادي مشواره في الدوري الإنجليزي الممتاز في المركز الثالث، بعد أن تصدر جدول الترتيب لمدة ثلثي الموسم. وصل لأرسنال إلى ربع نهائي دوري أبطال أوروبا، لكنه خرج في مجموع المباراتين أمام ليفربول. وخرج الفريق من كأس الاتحاد الإنجليزي في الجولة الخامس أمام مانشستر يونايتد، وخسر في نصف نهائي كأس الرابطة أمام توتنهام هوتسبير. كانت هذه هي الثلاثية الأولى التي يحققها أرسنال في مواسم بلا ألقاب منذ عام 1997.
باع أرسنال مهاجمه وهداف القياسي تييري هنري إلى برشلونة، في فترة الانتقالات. وشملت عمليات المغادرة الأخرى لاعبي الفريق الأول فريدريك ليونغبرغ وخوسيه أنتونيو رييس إلى وست هام يونايتد وأتلتيكو مدريد على التوالي؛ وكان المدافع باكاري سانيا والمهاجم إدواردو من أبرز المشتريات من أوكسير ودينامو زغرب على التوالي.
شهد الموسم بداية قوية لفريق أرسنال الذي تصدر جدول الدوري بحلول سبتمبر. أنهت الهزيمة أمام إشبيلية في نوفمبر سلسلة من 28 مباراة دون هزيمة ولم يخسر الفريق في الدوري لأول مرة إلا بعد شهر واحد خارج أرضه أمام ميدلزبره. وسع أرسنال الفارق في الدوري إلى خمس نقاط في فبراير، لكن الإصابة التي هددت مسيرة إدواردو أمام برمنغهام سيتي تزامنت مع سلسلة من أربع تعادلات للفريق في الدوري الإنجليزي الممتاز. وتفوق عليهم مانشستر يونايتد سريعا في المركز الأول، وتسببت الهزيمة أمام تشيلسي في مارس في تراجع أرسنال إلى المركز الثالث، حيث ظل على نفس المركز حتى نهاية الموسم. ومع ذلك، يظل رصيدهم من النقاط البالغ 83 نقطة هو الأعلى في الدوري الإنجليزي الممتاز لفريق يحتل المركز الثالث بموجب نظام الـ38 مباراة.
مثل النادي اثنان وثلاثون لاعبًا مختلفًا في أربع مسابقات، وكان هناك 16 هدافًا مختلفًا. كان إيمانويل أديبايور هداف أرسنال في موسم 2007–08، حيث سجل 30 هدفًا في 48 مباراة.